# غوانوسين منقوص الأكسجين ثلاثي الفسفات
الغوانوسين منقوص الأكسجين ثلاثي الفسفات  (بالإنجليزية: Deoxyguanosine triphosphate)‏ أو (dGTP) اختصارا هو نيوكليوسيد ثلاثي الفسفات ومركب طليعي نيوكليوتيدي تستخدمه الخلايا في بناء الدي أن إيه. وهذه المادة تستعمل في تقنية تفاعل البوليميراز المتسلسل وفي تحديد تسلسل القواعد النيتروجينية وفي عملية الاستنساخ. وهو أيضا المادة المنافسة عند بدء التثبيط بوساطة الآسيكلوفير في علاج فيروس الحلأ البسيط.